# Округ Санборн (Јужна Дакота)
Санборн (енгл. Sanborn County) је округ у америчкој савезној држави Јужна Дакота.

## Демографија
По попису из 2010. године број становника је 2.355, што је 320 (-12,0%) становника мање него 2000. године.
| Група             | 2000.         | 2010.         |
| Белци             | 2.621 (98,0%) | 2.296 (97,5%) |
| Афроамериканци    | 1 (0,0%)      | 0 (0,0%)      |
| Азијати           | 10 (0,4%)     | 4 (0,2%)      |
| Хиспаноамериканци | 27 (1,0%)     | 28 (1,2%)     |
| Укупно            | 2.675         | 2.355         |